# Fålhagen

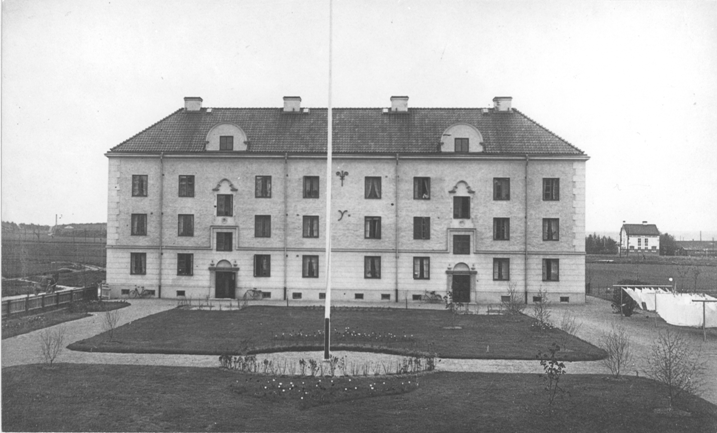
Bostadsföreningen Ymer i Uppsala, fotografi troligen från 1926.

Fålhagen är en stadsdel i Uppsala som består av flerfamiljshus och villor från första halvan av 1900-talet. Områdets gränser har varierat över tid.

## Historia

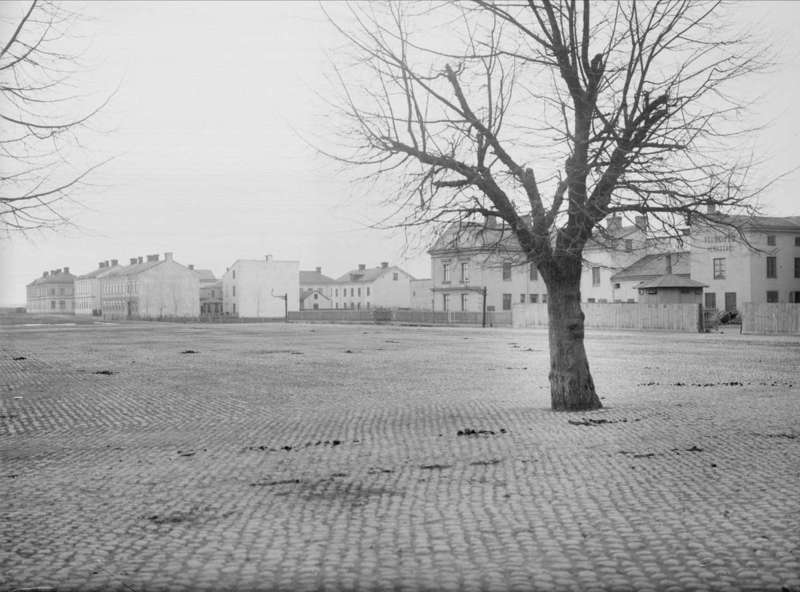
Vaksala torg i Uppsala från norr 1901-1902.

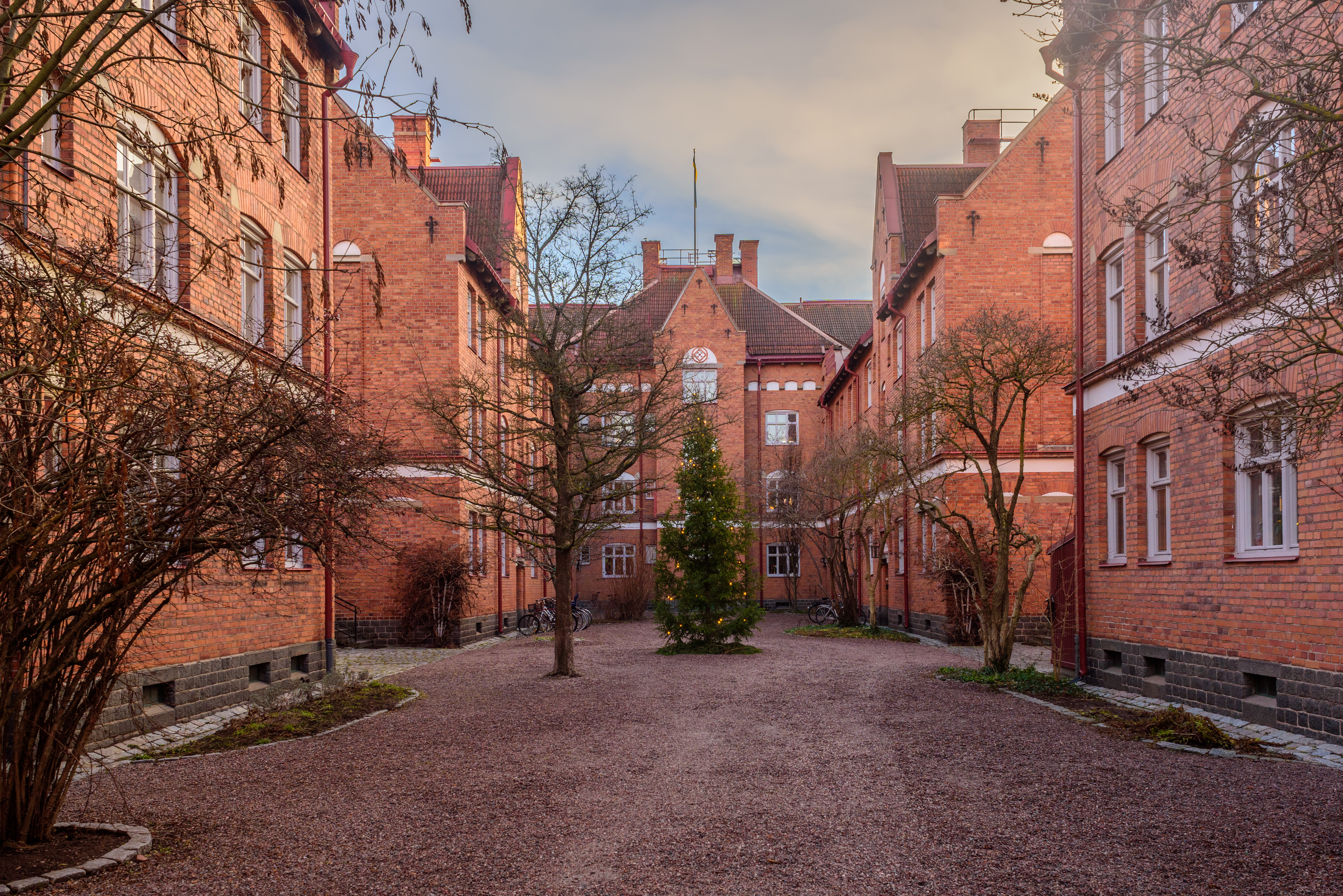
Port Arthur som uppfördes av Statens järnvägar och ritades av Folke Zettervall.

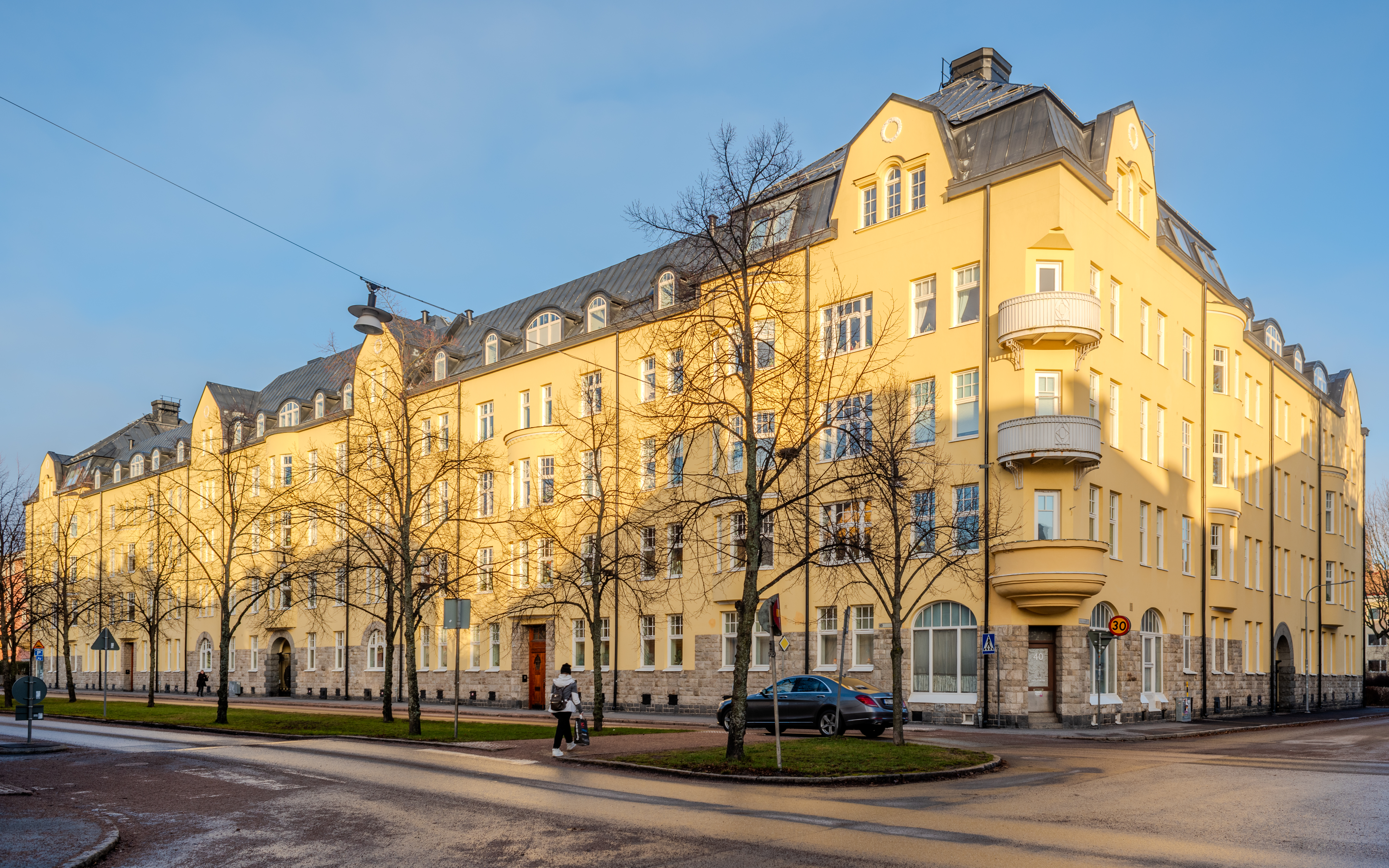
Tripolis.

"Fåålehage lyder til Sätuna" står det på en karta från 1635. Sätuna var då en gård med beteshage för hästar öster om själva Uppsala. Detta Fålhagen var ett stort område med centrum ungefär vid dagens idrottsplats i Fålhagsparken.
Fram till början av 1900-talet bestod området mestadels av åkermark. Den del som låg söder om Vaksalagatan och öster om järnvägen kallades då Södra Lilla Stadsgärdet.
Stadsbyggandet i Södra lilla stadsgärdet påbörjades med Salagatan 29 (1904) och Port Arthur (1905), med Tripolis (1910–12) strax utanför. Den allra första bostadsföreningen var Ymer, vars byggnader stod inflyttningsklara hösten 1924.
Stadsarkitekt Gunnar Leche ville använda namnet Vaksalastaden för denna stadsdel, avgränsad av Väderkvarnsgatan, Strandbodgatan, järnvägen och Roslagsgatan. Under de följande decennierna fullbordades utbyggnaden, mestadels med föreningshus. Många av dem ritade och byggda av Simon Lindsjö.
På en ekonomisk karta från år 1952 är "Fålhagen" utskrivet där dagens Bäves (Boivies) backar (då Bärbydungen, som man bytte namn på till Vallbydungen 1947) är belägen. Fålhagen var då en del av Södra Kvarngärdet, som i stort motsvarar dagens föreställning om Fålhagens omfattning (inte att förväxla med dagens Valdistrikt "Södra Kvarngärdet", som är något helt annat).
Nya fastighetsbeteckningar infördes från 1971 och hela området - inom Vaksalagatan, Tycho Hedéns väg (gamla E4:an), Fålhagsleden och järnvägen - kom att heta Fålhagen (vilket även omfattar Almtuna och Petterslund).
Vaksalastaden ingår idag i det Uppsala kommun kallar innerstaden. Samtidigt definierar Uppsala kommun Fålhagen inom Vaksalagatan, Tycho Hedéns väg, Fålhagsleden och Stationsgatan, där alltså Vaksalastaden ingår.

## Kända platser
Kända hus och kvarter i Fålhagen är bland andra Port Arthur (1905), Brf Ymer (1924), Vaksalaskolan (1927), Tripolis (1912), kvarteret Liljan (1945) och Almtunakyrkan (1959).